# Mihálisz Jermanákosz
Mihálisz Jermanákosz (Michalis Germanakos, Athén, 1967. március 30. –) görög nemzetközi labdarúgó-játékvezető.

## Pályafutása

### Nemzeti játékvezetés
A játékvezetői vizsgát 1988-ban tette le, 2005-ben lett hazája legfelső szintű labdarúgó-bajnokságának játékvezetője. 2008-ban nemzetközi tagságának megszüntetésekor visszavonult.

### Nemzetközi játékvezetés
A Görög labdarúgó-szövetség Játékvezető Bizottsága (JB) 2006-ban terjesztette fel nemzetközi játékvezetőnek, a Nemzetközi Labdarúgó-szövetség (FIFA) bíróinak keretébe. Több nemzetek közötti válogatott és klubmérkőzést vezetett.  UEFA besorolás szerint a 4. kategóriába tevékenykedett. Az aktív nemzetközi játékvezetésről 2008-ban a görög szövetség visszahívta.

## Családi kapcsolat
Édesapja Jerászimosz Jermanákosz szintén FIFA játékvezető volt.